# Trevor Hildenberger
Trevor Hildenberger (né le 15 décembre 1990 à San Jose, Californie, États-Unis) est un lanceur de relève droitier des Mets de New York de la Ligue majeure de baseball.

## Carrière
Joueur des Golden Bears de l'université de Californie à Berkeley, Trevor Hildenberger est choisi par les Twins du Minnesota au 22e tour de sélection du repêchage de 2014. Il fait ses débuts professionnels en ligues mineures en 2014 à l'âge de 23 ans, gravit rapidement les échelons, et obtient sa première promotion des Twins après avoir conservé une moyenne de points mérités de 1,57 en 171 manches et deux tiers lancées en 4 ans dans les mineures, en plus de 52 sauvetages et 200 retraits sur des prises contre seulement 26 buts sur balles et 4 coups de circuit accordés.
Hildenberger fait ses débuts dans le baseball majeur avec Minnesota le 23 juin 2017.